# Kvæde-slægten
Slægten Kvæde (Cydonia) er udbredt i Europa, Nordafrika og Asien. Det er løvfældende buske eller småtræer med store, endestillede blomster. Slægten har kun én art, Kvæde (Cydonia oblonga).
Arter der tidligere var placeret i Cydonia findes nu i en af slægterne Japankvæde (Chaenomeles), Docynia eller Pseudocydonia.